# Jürgen Zäck
Jürgen Zäck (* 8. August 1965 in Koblenz) ist ein ehemaliger deutscher Triathlet. Er ist Duathlon-Weltmeister (1992), wurde 1997 Zweiter bei den Ironman World Championships, gewann sieben Ironman-Rennen (1989, 1994–1996, 1998–2001) und kam achtmal beim Ironman Hawaii in die Top Ten. Er wird in der Bestenliste deutscher Triathleten auf der Ironman-Distanz geführt.

## Werdegang
Jürgen Zäck wuchs in Saffig bei Koblenz auf und begann mit der Leichtathletik, bevor er 1983 zum Triathlon kam. Als 16-Jähriger lief er bereits die 800 m in 1:57 min und die 1000 m in 2:35 min. Parallel zur sportlichen Karriere legte er am Kurfürst-Salentin-Gymnasium in Andernach sein Abitur ab und absolvierte erfolgreich eine Ausbildung.

### Deutscher Meister Triathlon Kurzdistanz 1988
1983 begann er mit dem Triathlonsport. Anfang der 1990er Jahre trainierte er an seinem Limit und absolvierte täglich acht bis zehn Stunden Training. Nach einigen Verletzungen verringerte er seinen Trainingsumfang und erhöhte seine Trainingsintensität. 1988 konnte er in Gerolstein mit der Deutschen Meisterschaft auf der Kurzdistanz seinen ersten Titel gewinnen.
Zäck bildete zusammen mit Wolfgang Dittrich und Dirk Aschmoneit die dominierenden „Big Three“ über die Ironman-Distanz in Deutschland Anfang der 1990er Jahre.

### Weltmeister Duathlon Langdistanz 1992
1992 wurde er in der Schweiz beim Powerman Zofingen Duathlon-Weltmeister auf der Langdistanz.

Jürgen Zäck war viele Jahre für seine Radstärke bekannt und stellte 1992 und 1993 neue Streckenrekorde auf der Radstrecke des Ironman Hawaii auf.
Er hielt mit 7:51:42 h, die er im Juli 1997 in Roth erreichte, vierzehn Jahre lang die deutsche Bestleistung über die Ironman-Distanz. Diese Bestzeit wurde erst 2011 beim Challenge Roth von Andreas Raelert unterboten. Jürgen Zäck hielt auch elf Jahre lang die Teilstrecken-Weltbestzeit im Radfahren auf der Ironman-Distanz, die erst im Juli 2010 von Sebastian Kienle um weitere elf Sekunden unterboten werden konnte.

### Zweiter beim Ironman Hawaii 1997
1997 wurde er hinter Thomas Hellriegel und vor Lothar Leder Zweiter beim Ironman Hawaii. Als Anekdote dieses Rennens ging noch Jahre später Zäcks Wechsel vom Schwimmen zum Rad durch die Szene: Vor dem Wechsel auf die Radstrecke verbrachte Zäck mehrere Minuten, in denen ihm die Konkurrenten enteilten, begleitet von panischen „helmet, helmet“-Rufen damit, den gerissenen Kinnriemen seines Helms zu reparieren. Letztlich gelang es Zäck sogar, gegen Hellriegel einen 2-Minuten-Vorsprung auf dem Rad herauszufahren, bei Kilometer 17 auf der Laufstrecke musste er aber seine Führung abgeben. Am darauffolgenden Samstag saßen Zäck und Hellriegel gemeinsam als erste Triathleten beim Interview im Aktuellen Sportstudio.
1998 wechselte Zäck zum dritten Mal nach 1992 und 1997 als erster Athlet beim Ironman Hawaii auf die Laufstrecke, Magenprobleme zwangen ihn aber, aus dem Marathonlauf eine Wanderung zu machen, so dass er erst als 242. Blut spuckend über die Ziellinie kam. Im Folgejahr hinderte ihn ein Bandscheibenvorfall an einem Start auf Hawaii.
Zwar war Zäck bereits 1995 aus dem Kader der DTU ausgeschlossen worden, da er eine selbstbestimmte Vorbereitung in San Diego den Trainingslagern des Nationalteams vorzog, forderte aber trotzdem erfolglos eine Wildcard für einen Start bei den Olympischen Spielen 2000 in Sydney. 1996 gehörte Zäck auch dem Beirat des „International Triathlon Grand Prix“ mit zehn Veranstaltungen weltweit, darunter einer in Koblenz, an. Mit 1 Million US$ Preisgeld war die Serie die damals weltweit höchstdotierte, wurde aber nach vier Jahren wieder eingestellt.
Nach vier Siegen und acht Podestplatzierungen beim Ironman Europe, dem Triathlon mit der größten Medienaufmerksamkeit im europäischen Raum in den 1990er-Jahren, stieg Zäck 2000 bei diesem Wettkampf aus. Er begründete dies mit einer angeblich vor dem Rennen gelockerten Sattelstütze an seinem Rad und warf dem Veranstalter Detlef Kühnel mangelnde Sicherheitsvorkehrungen vor. Zäck und Kühnel lieferten sich anschließend über mehrere Monate einen öffentlichen Disput, der schließlich vor Gericht endete. Nachdem die WTC ablehnte, Zäck per Wildcard eine Teilnahme am Ironman Hawaii zu ermöglichen, startete Zäck zwei Wochen später beim Ironman Austria. Zäck, der von Kühnel in einem im Donaukurier veröffentlichten Brief Formschwäche als Ausstiegsgrund in Roth unterstellt bekommen hatte, siegte dabei in der in diesem Jahr weltweit schnellsten Zeit eines Athleten bei einem Wettkampf über diese Distanz, und seine Radzeit in Klagenfurt von 4:14:54 h war die bis dahin weltweit drittschnellste auf dieser Distanz. In der Vorbereitung auf den Ironman Hawaii erlitt Zäck allerdings einen Radunfall mit Schlüsselbeinbruch, so dass er trotz seiner Qualifikation nicht am Ironman Hawaii teilnehmen konnte.

### Dopingsperre 2006
Am 22. Mai 2006 wurde Zäck beim Training kontrolliert und in der A-Probe eine erhöhte Konzentration des Metaboliten Etiocholanolon festgestellt. Auf die Öffnung der B-Probe verzichtete Zäck. Daraufhin wurde er wegen Dopings mit einer zweijährigen Sperre belegt. Er selbst sieht sich als Opfer verunreinigter Nahrungsergänzungsmittel.
Seinen geplanten Start beim Ironman Germany in Frankfurt 2006, den er als Abschied von seinem Sport geplant hatte, sagte er ab, was er mit einer Rückenverletzung begründete. Am 19. Juli 2006, mit 40 Jahren, erklärte er seinen Rücktritt vom Profisport.
2015 startete er nochmals beim Ironman Hawaii und wurde Dritter in der Altersklasse M50-54. Zäck ist 12-facher Finisher des Ironman Hawaii (bei 14 Starts) und kam zwischen 1989 und 2015 achtmal in die Top Ten.
Zäck lebt in Phuket in Thailand. Er ist als Coach tätig und betreute z. B. die britisch-schweizerische Athletin Imogen Simmonds oder die Australierin Dimity-Lee Duke.

## Sportliche Erfolge
| Datum/Jahr    | Rang | Wettbewerb                                         | Austragungsort | Zeit     | Bemerkung                                                                               |
| ------------- | ---- | -------------------------------------------------- | -------------- | -------- | --------------------------------------------------------------------------------------- |
| 1995          | 1    | Edersee-Triathlon                                  | Waldeck        |          | Sieger auf der olympischen Distanz (1,5 km Schwimmen, 42 km Radfahren und 10 km Laufen) |
| 1992          | 1    | DTU Deutsche Meisterschaft Triathlon Mitteldistanz | Deutschland    |          |                                                                                         |
| 1991          | 1    | Siegerland-Cup                                     | Buschhütten    |          |                                                                                         |
| 1990          | 1    | DTU Deutsche Meisterschaft Triathlon Mitteldistanz | Deutschland    |          |                                                                                         |
| 6. Aug. 1989  | 19   | ITU Triathlon World Championships                  | Avignon        | 02:05:10 | Erstaustragung einer Weltmeisterschaft auf der Kurzdistanz                              |
| 11. Juni 1989 | 3    | ETU Triathlon European Championships               | Cascais        | 02:03:04 | Triathlon-Europameisterschaft                                                           |
| 24. Juni 1989 | 1    | Ironman Europe                                     | Roth           | 03:59:59 | Sieger auf der Halbdistanz                                                              |
| 1989          | 1    | DTU Deutsche Meisterschaft Triathlon Mitteldistanz | Deutschland    |          |                                                                                         |
| 13. Aug. 1988 | 1    | DTU Deutsche Meisterschaft Triathlon Kurzdistanz   | Gerolstein     | 02:03:59 | Deutscher Meister Kurzdistanz                                                           |
| 20. Juni 1987 | 3    | EM Mitteldistanz                                   | Roth           | 04:00:59 | hinter Glen Cook (GBR) und Axel Koenders (NL)                                           |
| 22. Juni 1987 | 2    | DTU Deutsche Meisterschaft Triathlon Kurzdistanz   | St. Wendel     |          | Deutscher Vizemeister auf der Kurzdistanz – hinter Wolfgang Dittrich                    |
| 1986          | 4    | DTU Deutsche Meisterschaft Triathlon Mitteldistanz | Roth           |          | 2,5 km Schwimmen, 100 km Radfahren und 25 km Laufen                                     |

| Datum/Jahr    | Rang | Wettbewerb        | Austragungsort | Zeit     | Bemerkung |
| ------------- | ---- | ----------------- | -------------- | -------- | --- |
| 10. Okt. 2015 | 233  | Ironman Hawaii    | Hawaii         | 09:53:10 | Dritter in der Altersklasse M50-54                                                                                      |
| 14. Juli 2013 | 71   | Challenge Roth    | Roth           | 09:18:41 | |
| 10. Juli 2005 | 6    | Ironman Germany   | Frankfurt      | 08:44:22 | |
| 11. Juli 2004 | 4    | Ironman Germany   | Frankfurt      | 08:22:49 | |
| 18. Okt. 2003 | 6    | Ironman Hawaii    | Hawaii         | 08:35:19 | zweitbester Deutscher hinter Normann Stadler                                                                            |
| 13. Juli 2003 | 3    | Ironman Germany   | Frankfurt      | 08:20:12 | |
| 19. Okt. 2002 | DNF  | Ironman Hawaii    | Hawaii         | –        | |
| 18. Aug. 2002 | 2    | Ironman Germany   | Frankfurt      | 08:30:07 | hinter Lothar Leder |
| 6. Okt. 2001  | DNF  | Ironman Hawaii    | Hawaii         | –        | |
| 1. Juli 2001  | 1    | Ironman Austria   | Klagenfurt     | 08:06:58 | |
| 23. Juli 2000 | 1    | Ironman Austria   | Klagenfurt     | 08:07:16 | |
| 9. Juli 2000  | DNF  | Ironman Europe    | Roth           | –        | Schraube an Sattelstütze war gelockert gewesen – Diskussionen über Sabotage im Nachgang                                 |
| 27. Juni 1999 | 1    | Ironman Europe    | Roth           | 07:56:00 | |
| 3. Okt. 1998  | 246  | Ironman Hawaii    | Hawaii         | 10:20:01 | Reifenpanne nach 90 km, in Führung vor Thomas Hellriegel auf die Laufstrecke gegangen                                   |
| 12. Juli 1998 | 1    | Ironman Europe    | Roth           | 08:03:59 | |
| 18. Okt. 1997 | 2    | Ironman Hawaii    | Hawaii         | 08:39:18 | hinter Thomas Hellriegel und vor Lothar Leder                                                                           |
| 13. Juli 1997 | 2    | Ironman Europe    | Roth           | 07:51:42 | hinter Luc Van Lierde                                                                                                   |
| 13. Apr. 1997 | 4    | Ironman Australia | Forster        | 08:30:08 | |
| 26. Okt. 1996 | 11   | Ironman Hawaii    | Hawaii         | 08:36:43 | hinter Thomas Hellriegel, Alexander Taubert und Matthias Klumpp viertbester Deutscher                                   |
| 14. Juli 1996 | DNF  | Ironman Europe    | Roth           | –        | |
| 1996          | 1    | Ironman Australia | Forster        | 08:20:25 | |
| 7. Okt. 1995  | 7    | Ironman Hawaii    | Hawaii         | 08:34:03 | hinter Thomas Hellriegel und Rainer Müller-Hörner drittbester Deutscher                                                 |
| 9. Juli 1995  | 1    | Ironman Europe    | Roth           | 08:08:07 | |
| 15. Okt. 1994 | 4    | Ironman Hawaii    | Hawaii         | 08:34:00 | als bester Deutscher |
| 10. Juli 1994 | 1    | Ironman Europe    | Roth           | 08:01:59 | |
| 23. Okt. 1993 | 5    | Ironman Hawaii    | Hawaii         | 08:26:18 | neuer Streckenrekord auf der Radstrecke, bester Deutscher                                                               |
| 10. Juli 1993 | 2    | Ironman Europe    | Roth           | 08:07:55 | |
| 10. Okt. 1992 | 5    | Ironman Hawaii    | Hawaii         | 08:25:04 | neuer Streckenrekord auf der Radstrecke, als erster auf die Laufstrecke, zweitbester Deutscher hinter Wolfgang Dittrich |
| 19. Okt. 1991 | 13   | Ironman Hawaii    | Hawaii         | 08:57:58 | zweitschnellster Deutscher hinter Wolfgang Dittrich                                                                     |
| 13. Juli 1991 | 3    | Ironman Europe    | Roth           | 08:15:34 | |
| 6. Okt. 1990  | 8    | Ironman Hawaii    | Hawaii         | 08:50:17 | schnellster Deutscher                                                                                                   |
| 14. Okt. 1989 | 7    | Ironman Hawaii    | Hawaii         | 08:38:33 | erster Start auf Hawaii, bester Deutscher                                                                               |
| 1984          | 2    | Köln-Triathlon    | Köln           | 05:33:03 | Langdistanz über 2,5 km Schwimmen, 110 km Radfahren und 30 km Laufen                                                    |

| Jahr | Rang | Wettbewerb        | Austragungsort | Zeit     | Bemerkung                                                                       |
| ---- | ---- | ----------------- | -------------- | -------- | ------------------------------------------------------------------------------- |
| 1994 | 3    | Powerman Zofingen | Zofingen       | 06:32:31 |                                                                                 |
| 1992 | 1    | Powerman Zofingen | Zofingen       | 06:22:44 | Der „Powerman“ in Zofingen zählt im Duathlon als Langdistanz-Weltmeisterschaft. |